# 部屋履き (ホーホストラーテンの絵画)
『部屋履き』（へやばき、仏: Les Pantoufles、英: The Slippers）、または『扉口から見た室内の情景』（とびらぐちからみたしつないのじょうけい、英: Perspective of a Dutch Interior Viewed from a Doorway）は、オランダ黄金時代の画家サミュエル・ファン・ホーホストラーテンが1658年ごろ、キャンバス上に油彩で制作した絵画である。当初、「PDH (Pieter de Hooch)」という署名の偽造によりピーテル・デ・ホーホの作品だと考えられていたが、20世紀に重ね塗りされた絵具を除去した際に、ファン・ホーホストラーテンの作品であることが判明した。1930年にルイ・ド・クロイ (Louis de Croÿ) 嬢から寄贈されて以来、パリのルーヴル美術館に所蔵されている。

## 作品

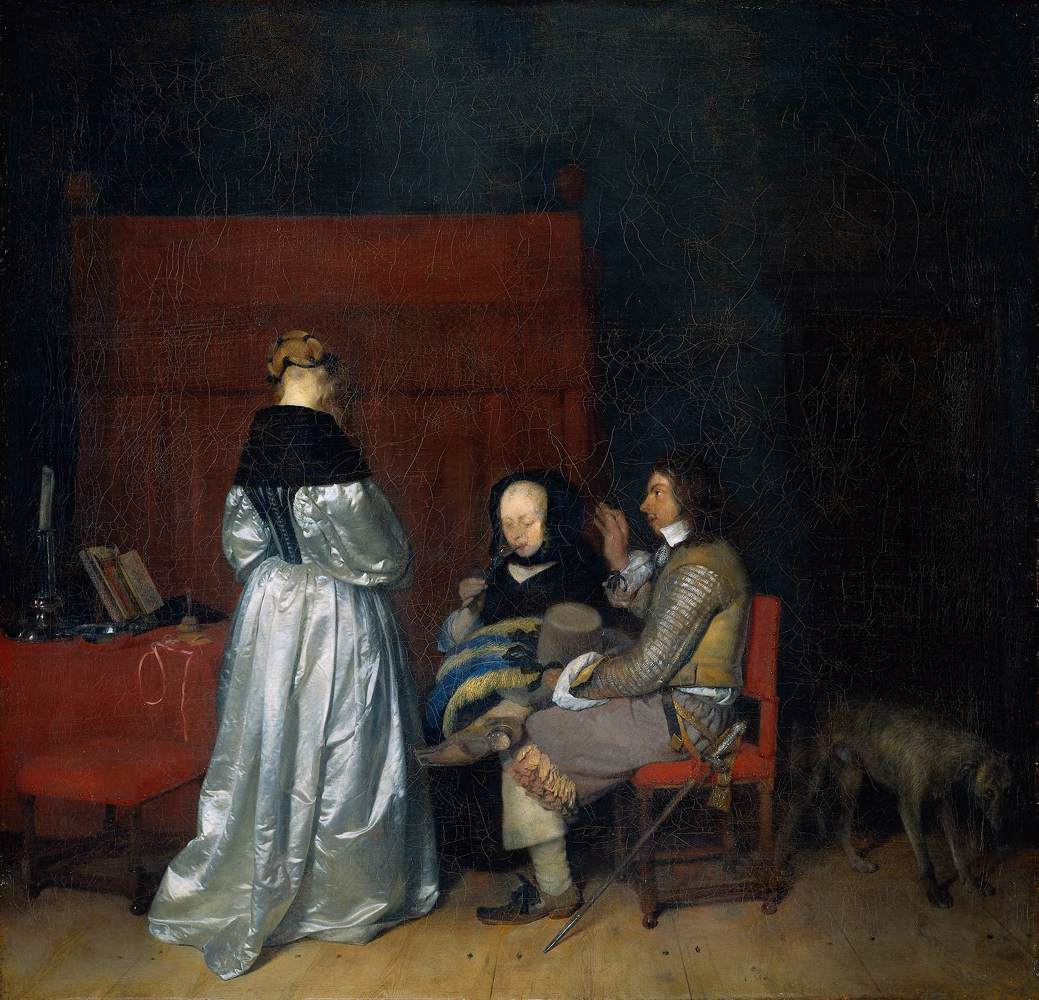
ヘラルト・テル・ボルフ『意味ありげな会話』(1654年ごろ)、アムステルダム国立美術館

本作には、透視図法覗き箱と類似する厳格な構成、重なり合った鍵の細部描写に見られるトロンプルイユ (だまし絵) といった特徴が見られ、それらはファン・ホーホストラーテンの作品に典型的なものである。1641年ごろにレンブラントのアトリエで学んだファン・ホーホストラーテンは、ヘラルト・テル・ボルフやフェルメールと並んで17世紀後半に親密感溢れる室内画を描いた。4人の画家の間にはさまざまなつながりがあり、本作の背後の壁に掛かっている絵画はテル・ボルフが描いた『意味ありげな会話』 (アムステルダム国立美術館、ベルリン絵画館) に類似しており、カスパル・ネッチェルが『意味ありげな会話』を部分的に模写したものであろう。
19世紀に、本作には犬 (1842年以前) と少女 (1866-1868年ごろ) が付け加えられていた。犬は1932年に消され、少女は1877年に偽の署名とともに消された。かくして、情景は本来の状態に戻されたが、主題のない、あるいは主題はその不在というこの絵画には人物が描かれておらず、それが興味をそそる。一方で、画面には消えた燭台、鍵、室内履きのスリッパといった一見平凡であるものの、エロティックな意味を持つ事物が放置されている。また、背景に掛かっている画中画『意味ありげな会話』は売春を暗示するものであり、本作には道徳的意味が隠されているという解釈をすることも可能である。いずれにしても、この画面には見えないものの、確かにいるはずの1人の女性の存在が喚起されている。脱ぎ捨てられた室内履きの持ち主である彼女は今にも戻ってきて、家事か読書を再開しそうに感じられる。
ファン・ホーホストラーテンは理論家であり、ほかの画家以上に透視図法や空間構成を追求した。画中の組み合わされた3つの空間と、菱形の床のタイルによる奥行き感の描写がそのことを裏づけている。開け放たれた扉口から見える部屋が誰のものかはわからないが、明らかに実在する室内を描いたに違いない。本作は、静まり返ったある瞬間を見事に表現しているだけでなく、絵画史において最も美しい室内画の1つである。